# Seznam olympijských medailistů v akrobatickém lyžování
Akrobatické lyžování se na zimních olympijských hrách objevilo poprvé už v roce 1988 v Calgary, ale jen jako ukázkový sport. Obsahovalo tři disciplíny - akrobatický sjezd (jízda v boulích), akrobatické skoky a akrobatický tanec. Na následujících hrách v Albertville v roce 1992 byla mezi oficiální sporty na olympijských hrách zařazena jízda v boulích. O dva roky později v roce 1994 v Lillehammeru byly mezi olympijské disciplíny přidány také akrobatické skoky. Na hrách ve Vancouveru v roce 2010 byl nově zařazen i skikros.

## Muži

### Jízda v boulích
- V roce 1988 jako ukázkový sport.
- Do programu ZOH byla tato disciplína zařazena od roku 1992.

| Rok                     | Zlato                                        | Stříbro                                     | Bronz                                            |
| ----------------------- | -------------------------------------------- | ------------------------------------------- | ------------------------------------------------ |
| ZOH 1988 Calgary        | Hakan Hansson · Švédsko (SWE)                | Hans Englesen Eide · Norsko (NOR)           | Edgar Grospiron · Francie (FRA)                  |
| ZOH 1992 Albertville    | Edgar Grospiron · Francie (FRA)              | Olivier Allamand · Francie (FRA)            | Nelson Carmichael · Spojené státy americké (USA) |
| ZOH 1994 Lillehammer    | Jean-Luc Brassard · Kanada (CAN)             | Sergej Šuplecov · Rusko (RUS)               | Edgar Grospiron · Francie (FRA)                  |
| ZOH 1998 Nagano         | Jonny Moseley · Spojené státy americké (USA) | Janne Lahtela · Finsko (FIN)                | Sami Mustonen · Finsko (FIN)                     |
| ZOH 2002 Salt Lake City | Janne Lahtela · Finsko (FIN)                 | Travis Mayer · Spojené státy americké (USA) | Richard Gay · Francie (FRA)                      |
| ZOH 2006 Turín          | Dale Begg-Smith · Austrálie (AUS)            | Mikko Ronkainen · Finsko (FIN)              | Toby Dawson · Spojené státy americké (USA)       |
| ZOH 2010 Vancouver      | Alexandre Bilodeau · Kanada (CAN)            | Dale Begg-Smith · Austrálie (AUS)           | Bryon Wilson · Spojené státy americké (USA)      |
| ZOH 2014 Soči           | Alexandre Bilodeau · Kanada (CAN)            | Mikaël Kingsbury · Kanada (CAN)             | Alexandr Smyšljajev · Rusko (RUS)                |
| ZOH 2018 Pchjongčchang  | Mikaël Kingsbury · Kanada (CAN)              | Matt Graham · Austrálie (AUS)               | Daichi Hara · Japonsko (JPN)                     |
| ZOH 2022 Peking         | Walter Wallberg · Švédsko (SWE)              | Mikaël Kingsbury · Kanada (CAN)             | Ikuma Horišima · Japonsko (JPN)                  |

### Akrobatické skoky
- V letech 1988 a 1992 jako ukázkový sport.
- Do programu ZOH byla tato disciplína zařazena od roku 1994.

| Rok                     | Zlato                                        | Stříbro                                       | Bronz                                           |
| ----------------------- | -------------------------------------------- | --------------------------------------------- | ----------------------------------------------- |
| ZOH 1988 Calgary        | Jean-Marc Rozon · Kanada (CAN)               | Didier Méda · Francie (FRA)                   | Lloyd Langlois · Kanada (CAN)                   |
| ZOH 1992 Albertville    | Philippe LaRoche · Kanada (CAN)              | Nicolas Fontaine · Kanada (CAN)               | Didier Méda · Francie (FRA)                     |
| ZOH 1994 Lillehammer    | Andreas Schönbächler · Švýcarsko (SUI)       | Philippe LaRoche · Kanada (CAN)               | Lloyd Langlois · Kanada (CAN)                   |
| ZOH 1998 Nagano         | Eric Bergoust · Spojené státy americké (USA) | Sébastien Foucras · Francie (FRA)             | Dmitrij Daščinskij · Bělorusko (BLR)            |
| ZOH 2002 Salt Lake City | Aleš Valenta · Česko (CZE)                   | Joe Pack · Spojené státy americké (USA)       | Alexej Grišin · Bělorusko (BLR)                 |
| ZOH 2006 Turín          | Chan Siao-pcheng · Čína (CHN)                | Dmitrij Daščinskij · Bělorusko (BLR)          | Vladimir Lebeděv · Rusko (RUS)                  |
| ZOH 2010 Vancouver      | Alexej Grišin · Bělorusko (BLR)              | Jeret Peterson · Spojené státy americké (USA) | Liou Čung-čching · Čína (CHN)                   |
| ZOH 2014 Soči           | Anton Kušnir · Bělorusko (BLR)               | David Morris · Austrálie (AUS)                | Ťia Cung-jang · Čína (CHN)                      |
| ZOH 2018 Pchjongčchang  | Oleksandr Abramenko · Ukrajina (UKR)         | Ťia Cung-jang · Čína (CHN)                    | Ilja Burov · Olympijští sportovci z Ruska (OAR) |
| ZOH 2022 Peking         | Čchi Kuang-pchu · Čína (CHN)                 | Oleksandr Abramenko · Ukrajina (UKR)          | Ilya Burov · Sportovci ROV (ROC)                |

### Skikros
- Do programu ZOH byla tato disciplína zařazena od roku 2010.

| Rok                    | Zlato                                 | Stříbro                              | Bronz                                              |
| ---------------------- | ------------------------------------- | ------------------------------------ | -------------------------------------------------- |
| ZOH 2010 Vancouver     | Michael Schmid · Švýcarsko (SUI)      | Andreas Matt · Rakousko (AUT)        | Audun Grønvold · Norsko (NOR)                      |
| ZOH 2014 Soči          | Jean-Frédéric Chapuis · Francie (FRA) | Arnaud Bovolenta · Francie (FRA)     | Jonathan Midol · Francie (FRA)                     |
| ZOH 2018 Pchjongčchang | Brady Leman · Kanada (CAN)            | Marc Bischofberger · Švýcarsko (SUI) | Sergej Ridzik · Olympijští sportovci z Ruska (OAR) |
| ZOH 2022 Peking        | Ryan Regez · Švýcarsko (SUI)          | Alex Fiva · Švýcarsko (SUI)          | Sergej Ridzik · Sportovci ROV (ROC)                |

### U-rampa
- Do programu ZOH byla tato disciplína zařazena od roku 2014.

| Rok                    | Zlato                                     | Stříbro                                      | Bronz                                        |
| ---------------------- | ----------------------------------------- | -------------------------------------------- | -------------------------------------------- |
| ZOH 2014 Soči          | David Wise · Spojené státy americké (USA) | Mike Riddle · Kanada (CAN)                   | Kevin Rolland · Francie (FRA)                |
| ZOH 2018 Pchjongčchang | David Wise · Spojené státy americké (USA) | Alex Ferreira · Spojené státy americké (USA) | Nico Porteous · Nový Zéland (NZL)            |
| ZOH 2022 Peking        | Nico Porteous · Nový Zéland (NZL)         | David Wise · Spojené státy americké (USA)    | Alex Ferreira · Spojené státy americké (USA) |

### Slopestyle
- Do programu ZOH byla tato disciplína zařazena od roku 2014.

| Rok                    | Zlato                                           | Stříbro                                      | Bronz                                       |
| ---------------------- | ----------------------------------------------- | -------------------------------------------- | ------------------------------------------- |
| ZOH 2014 Soči          | Joss Christensen · Spojené státy americké (USA) | Gus Kenworthy · Spojené státy americké (USA) | Nick Goepper · Spojené státy americké (USA) |
| ZOH 2018 Pchjongčchang | Øystein Bråten · Norsko (NOR)                   | Nick Goepper · Spojené státy americké (USA)  | Alex Beaulieu-Marchand · Kanada (CAN)       |
| ZOH 2022 Peking        | Alex Hall · Spojené státy americké (USA)        | Nick Goepper · Spojené státy americké (USA)  | Jesper Tjäder · Švédsko (SWE)               |

### Big air
- Do programu ZOH byla tato disciplína zařazena od roku 2022.

| Rok             | Zlato                    | Stříbro                                        | Bronz                          |
| --------------- | ------------------------ | ---------------------------------------------- | ------------------------------ |
| ZOH 2022 Peking | Birk Ruud · Norsko (NOR) | Colby Stevenson · Spojené státy americké (USA) | Henrik Harlaut · Švédsko (SWE) |

### Balet
- V letech 1988 a 1992 jako ukázkový sport.

| Rok                  | Zlato                                      | Stříbro                                   | Bronz                                     |
| -------------------- | ------------------------------------------ | ----------------------------------------- | ----------------------------------------- |
| ZOH 1988 Calgary     | Hermann Reitberger · Západní Německo (FRG) | Lane Spina · Spojené státy americké (USA) | Rune Kristiansen · Norsko (NOR)           |
| ZOH 1992 Albertville | Fabrice Becker · Francie (FRA)             | Rune Kristiansen · Norsko (NOR)           | Lane Spina · Spojené státy americké (USA) |

## Ženy

### Jízda v boulích (ženy)
- V roce 1988 jako ukázkový sport.
- Do programu ZOH byla tato disciplína zařazena od roku 1992.

| Rok                     | Zlato                                              | Stříbro                                              | Bronz                                            |
| ----------------------- | -------------------------------------------------- | ---------------------------------------------------- | ------------------------------------------------ |
| ZOH 1988 Calgary        | Tatjana Mittermayerová · Západní Německo (FRG)     | Raphaëlle Monodová · Francie (FRA)                   | Conny Kisslingová · Švýcarsko (SUI)              |
| ZOH 1992 Albertville    | Donna Weinbrechtová · Spojené státy americké (USA) | Jelizaveta Koževnikovová · Sjednocený tým (EUN)      | Stine Lise Hattestadová · Norsko (NOR)           |
| ZOH 1994 Lillehammer    | Stine Lise Hattestadová · Norsko (NOR)             | Elizabeth McIntyreová · Spojené státy americké (USA) | Jelizaveta Koževnikovová · Rusko (RUS)           |
| ZOH 1998 Nagano         | Tae Satojová · Japonsko (JPN)                      | Tatjana Mittermayerová · Německo (GER)               | Kari Traaová · Norsko (NOR)                      |
| ZOH 2002 Salt Lake City | Kari Traaová · Norsko (NOR)                        | Shannon Bahrkeová · Spojené státy americké (USA)     | Tae Satojová · Japonsko (JPN)                    |
| ZOH 2006 Turín          | Jennifer Heilová · Kanada (CAN)                    | Kari Traaová · Norsko (NOR)                          | Sandra Laouraová · Francie (FRA)                 |
| ZOH 2010 Vancouver      | Hannah Kearneyová · Spojené státy americké (USA)   | Jennifer Heilová · Kanada (CAN)                      | Shannon Bahrkeová · Spojené státy americké (USA) |
| ZOH 2014 Soči           | Justine Dufourová-Lapointeová · Kanada (CAN )      | Chloé Dufourová-Lapointeová · Kanada (CAN)           | Hannah Kearneyová · Spojené státy americké (USA) |
| ZOH 2018 Pchjongčchang  | Perrine Laffontová · Francie (FRA)                 | Justine Dufourová-Lapointeová · Kanada (CAN)         | Julija Galyševová · Kazachstán (KAZ)             |
| ZOH 2022 Peking         | Jakara Anthonyová · Austrálie (AUS)                | Jaelin Kaufová · Spojené státy americké (USA)        | Anastasiia Smirnova · Sportovci ROV (ROC)        |

### Akrobatické skoky (ženy)
- V letech 1988 a 1992 jako ukázkový sport.
- Do programu ZOH byla tato disciplína zařazena od roku 1994.

| Rok                     | Zlato                                             | Stříbro                                   | Bronz                                     |
| ----------------------- | ------------------------------------------------- | ----------------------------------------- | ----------------------------------------- |
| ZOH 1988 Calgary        | Melanie Paleniková · Spojené státy americké (USA) | Sonja Reichartová · Západní Německo (FRG) | Carin Hernskogová · Švédsko (SWE)         |
| ZOH 1992 Albertville    | Colette Brandová · Švýcarsko (SUI)                | Marie Lindgrenová · Švédsko (SWE)         | Elfie Simchenová · Německo (GER)          |
| ZOH 1994 Lillehammer    | Lina Čerjazovová · Uzbekistán (UZB)               | Marie Lindgrenová · Švédsko (SWE)         | Hilde Synnøve Lidová · Norsko (NOR)       |
| ZOH 1998 Nagano         | Nikki Stoneová · Spojené státy americké (USA)     | Nannan Xuová · Čína (CHN)                 | Colette Brandová · Švýcarsko (SUI)        |
| ZOH 2002 Salt Lake City | Alisa Camplinová · Austrálie (AUS)                | Veronica Brennerová · Kanada (CAN)        | Deidra Dionneová · Kanada (CAN)           |
| ZOH 2006 Turín          | Evelyne Leuová · Švýcarsko (SUI)                  | Nina Liová · Čína (CHN)                   | Alisa Camplinová · Austrálie (AUS)        |
| ZOH 2010 Vancouver      | Lydia Lassilaová · Austrálie (AUS)                | Nina Liová · Čína (CHN)                   | Xinxin Guová · Čína (CHN)                 |
| ZOH 2014 Soči           | Alla Cuperová · Bělorusko (BLR)                   | Sü Meng-tchao · Čína (CHN)                | Lydia Lassilaová · Austrálie (AUS)        |
| ZOH 2018 Pchjongčchang  | Hanna Husková · Bělorusko (BLR)                   | Zhang Xin · Čína (CHN)                    | Kong Fanyu · Čína (CHN)                   |
| ZOH 2022 Peking         | Sü Meng-tchao · Čína (CHN)                        | Hanna Husková · Bělorusko (BLR)           | Megan Nick · Spojené státy americké (USA) |

### Skikros (ženy)
- Do programu ZOH byla tato disciplína zařazena od roku 2010.

| Rok                    | Zlato                                | Stříbro                             | Bronz                                                             |
| ---------------------- | ------------------------------------ | ----------------------------------- | ----------------------------------------------------------------- |
| ZOH 2010 Vancouver     | Ashleigh McIvorová · Kanada (CAN)    | Hedda Berntsenová · Norsko (NOR)    | Marion Josserandová · Francie (FRA)                               |
| ZOH 2014 Soči          | Marielle Thompsonová · Kanada (CAN ) | Kelsey Serwaová · Kanada (CAN)      | Anna Holmlundová · Švédsko (SWE)                                  |
| ZOH 2018 Pchjongčchang | Kelsey Serwaová · Kanada (CAN)       | Brittany Phelanová · Kanada (CAN)   | Fanny Smithová · Švýcarsko (SUI)                                  |
| ZOH 2022 Peking        | Sandra Näslundová · Švédsko (SWE)    | Marielle Thompsonová · Kanada (CAN) | Daniela Maierová · Německo (GER) Fanny Smithová · Švýcarsko (SUI) |

### U-rampa (ženy)
- Do programu ZOH byla tato disciplína zařazena od roku 2014.

| Rok                    | Zlato                                           | Stříbro                           | Bronz                                             |
| ---------------------- | ----------------------------------------------- | --------------------------------- | ------------------------------------------------- |
| ZOH 2014 Soči          | Maddie Bowmanová · Spojené státy americké (USA) | Marie Martinodová · Francie (FRA) | Ajana Onozukaová · Japonsko (JPN)                 |
| ZOH 2018 Pchjongčchang | Cassie Sharpeová · Kanada (CAN)                 | Marie Martinodová · Francie (FRA) | Brita Sigourneyová · Spojené státy americké (USA) |
| ZOH 2022 Peking        | Eileen Guová · Čína (CHN)                       | Cassie Sharpeová · Kanada (CAN)   | Rachael Karkerová · Kanada (CAN)                  |

### Slopestyle (ženy)
- Do programu ZOH byla tato disciplína zařazena od roku 2014.

| Rok                    | Zlato                                 | Stříbro                                       | Bronz                                  |
| ---------------------- | ------------------------------------- | --------------------------------------------- | -------------------------------------- |
| ZOH 2014 Soči          | Dara Howellová · Kanada (CAN )        | Devin Loganová · Spojené státy americké (USA) | Kim Lamarreová · Kanada (CAN)          |
| ZOH 2018 Pchjongčchang | Sarah Höfflinová · Švýcarsko (SUI)    | Mathilde Gremaudová · Švýcarsko (SUI)         | Isabel Atkinová · Velká Británie (GBR) |
| ZOH 2022 Peking        | Mathilde Gremaudová · Švýcarsko (SUI) | Eileen Guová · Čína (CHN)                     | Kelly Sildaruová · Estonsko (EST)      |

### Big air (ženy)
- Do programu ZOH byla tato disciplína zařazena od roku 2022.

| Rok             | Zlato                     | Stříbro                        | Bronz                                 |
| --------------- | ------------------------- | ------------------------------ | ------------------------------------- |
| ZOH 2022 Peking | Eileen Guová · Čína (CHN) | Tess Ledeuxová · Francie (FRA) | Mathilde Gremaudová · Švýcarsko (SUI) |

### Balet (ženy)
- V letech 1988 a 1992 jako ukázkový sport.

| Rok                  | Zlato                               | Stříbro                                      | Bronz                                            |
| -------------------- | ----------------------------------- | -------------------------------------------- | ------------------------------------------------ |
| ZOH 1988 Calgary     | Christine Rossiová · Francie (FRA)  | Jan Bucherová · Spojené státy americké (USA) | Conny Kisslingová · Švýcarsko (SUI)              |
| ZOH 1992 Albertville | Conny Kisslingová · Švýcarsko (SUI) | Cathy Féchozová · Francie (FRA)              | Sharon Petzoldová · Spojené státy americké (USA) |

## Smíšené soutěže

### Akrobatické skoky smíšených družstev
- Do programu ZOH byla tato disciplína zařazena od roku 2022.

| Rok             | Zlato                                                                                    | Stříbro                                                | Bronz                                                         |
| --------------- | ---------------------------------------------------------------------------------------- | ------------------------------------------------------ | ------------------------------------------------------------- |
| ZOH 2022 Peking | Spojené státy americké (USA) · Ashley Caldwell · Christopher Lillis · Justin Schoenefeld | Čína (CHN) · Sü Meng-tchao · Jia Zongyang · Qi Guangpu | Kanada (CAN) · Marion Thénault · Miha Fontaine · Lewis Irving |